# ステップヤマネコ
ステップヤマネコは、食肉目ネコ科ネコ属に分類される動物。リビアヤマネコまたはヨーロッパヤマネコの一亜種。東カスピ海を中心にカザフスタン及び、インド西部、中国西部、モンゴル西部にかけて分布する。アジアヤマネコ、インドスナネコとも呼ばれる。IUCNレッドリストでは他のヨーロッパヤマネコ亜種と共に低危険種に分類されている。現在の保全状況および生息域全体にわたる個体数などの情報はないが、減少傾向にあると考えられている。

## 特徴
ステップヤマネコは長く先細りで先端が必ず黒く染まった斑模様の尾をもつ。頭部には4本のはっきりした黒い帯が見られる。耳の先からは、小さいがはっきりとした程度の房毛が伸びる。生息地が乾燥しているほど色は薄くなり、湿潤な森林地帯には色も濃く斑や帯もはっきりとした個体が生息する。のどから腹にかけての体表は白や明るい灰色からクリーム色をしており、はっきりとした白のまだら模様がのど、胸、下腹にかけてよくみられる。毛足は生息地によらず短いが、年齢や季節によって変動する。イエネコと比べて足は長い。一般にオスのほうがメスよりも重い。
パキスタン及びインドでは、淡い黄土色の毛並みに、胴と脇腹に小さい斑が縦にならんだ柄がみられる。中央アジアではより灰黄色または赤に近い毛並みに小さな黒または赤茶色の斑がみられる。特にテンシャン山脈の東の中央アジア地域では斑がつながって帯のようになった柄がときおり見られる。
体重は3~4kg程度。

## 分布と生息地

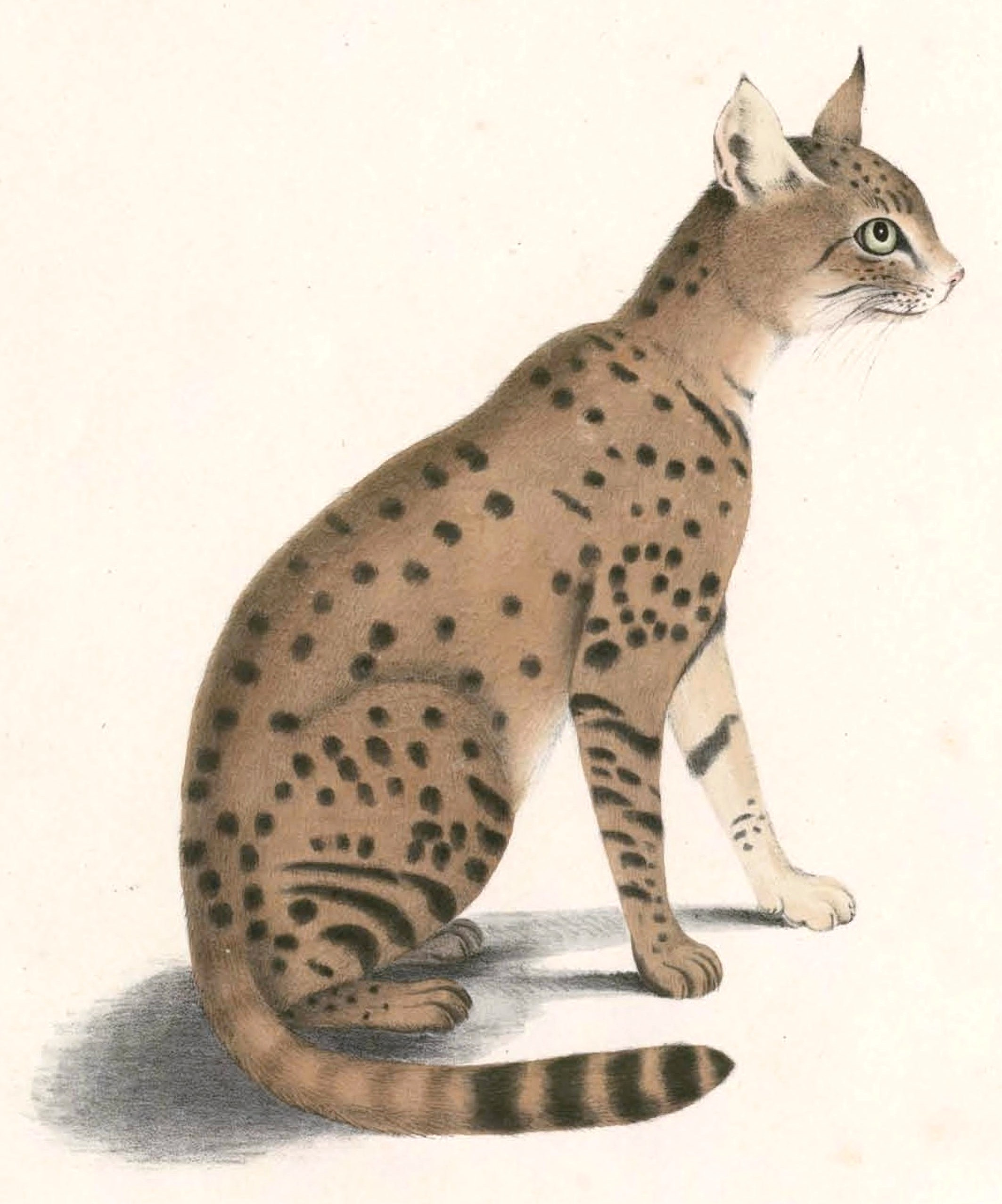
トーマス・ハードウィック『インド動物図鑑』に描かれた本種。

コーカサスでは北西にはヨーロッパヤマネコが多く、南東にはステップヤマネコが多く共存する。この地域では、ヨーロッパヤマネコは山地の森林にみられ、ステップヤマネコはカスピ海に隣接する低地の砂漠および乾燥帯にみられる。水源の近くによく生息するが、通年乾燥した砂漠にも生息することがある。植生が十分ならば標高 2000 m から 3000 m の山地にも生息する。冬に積雪の多い地域が生息域の北限となる。
アフガニスタンでは、1973年以前からハザラジャート山地とヘラート近郊のシバール峠からバーミヤーン州にかけてのステップ地帯に生息していたという記録がある。
インドでは、タール砂漠及び低木砂漠に生息する。1999年には、ラージャスターン州のビーカネル、バールメール、ジャイサルメール、パーリー、ナーガウルでまだ多く生息していたという報告がある。1999年から2006年にかけては、タール砂漠での目撃報告は4例しかない。パキスタンでは、シンド州の乾燥地帯に生息する。
1990年代はカザフスタンの低地によくみられ、個体数も安定していた。アゼルバイジャンでは生息域が明確に狭くなったことが記録されている。
中国では、新疆、青海省、甘粛省、寧夏、陝西省、内モンゴルに分布する。チベット北部および四川省にみられたという記録には疑問がある。1950年以前には新疆の大河川流域全体とタクラマカン砂漠にわたる広大な地域に生息していたが、後に新疆南部のバインゴリン・モンゴル自治州、アクス地区、ホータン地区の3地域に限定されるようになった。毛皮を目的とした過剰な狩猟に加え、灌漑や油田・ガス田開発および農薬の過剰使用による生息域の縮小により、急速に野生個体数は減少している。

## 生態
ステップヤマネコは昼間によく観察される。岩の割れ目や他の動物が掘った巣穴に棲むことが多い。
ラージャスタン州西部の小さな生息地では、アレチネズミを主食としているが、ウサギ、ネズミ、ハト、ヤマウズラ類、サケイ、クジャク、ヒヨドリ、スズメ、鳥の卵なども食べる。コブラやカーペットバイパー、サンドボア、ヤモリ、サソリ、甲虫を捕まえるところも観察されている。
タリム盆地における食性調査によれば、タリムノウサギが主食で、スナネズミ、トビネズミ、家禽、小鳥、魚、イツユビコミミトビネズミ属, キノボリトカゲ、ニワカナヘビなどを食べる。

## 分類
イエネコと近縁なヤマネコ類には、遺伝学的に異なる5つの集団（右図）が存在していることが知られている。このうちどれを独立種としどれを亜種とするか、また家畜化されたイエネコを独立の種または亜種とみなすかどうかは見解が一致していない。これらを全てヨーロッパヤマネコの亜種とする場合もあり、逆に全てを独立種とする見解もある。あるいはsilvestrisは長期にわたって分布域が分断され生態や形態からも明確に区別ができることから別種とし、またbietiはornataと同所的であるにもかかわらず明瞭に区別できることからやはり別種とする見解もある。
以下の分類はIUCN SSC Cat Specialist Group (2017) にしたがっており、lybica、cafra、ornataの3集団で1種としている。
- Felis lybica
  - F. l. lybica リビアヤマネコ African wildcat
  - F. l. cafra アフリカヤマネコ Southern African wildcat
  - F. l. ornata ステップヤマネコ Central Asian wildcat

## 種への脅威
メスのステップヤマネコは頻繁にイエネコのオスとつがいになり、野生のメスが近くに棲む村では雑種がよくみられる。アフガニスタンでは多数が狩猟されており 1977年のカーブル市場では1200の毛皮が様々な品物に加工されて陳列されていた。

## 保存活動
本亜種を含んで種としてのヨーロッパヤマネコはワシントン条約の附属書IIに記載されている。アフガニスタンでは2009年から保護動物リストに載り法的に保護されており、アフガニスタン国内での狩猟及び取引は全面的に禁止され、優先的に研究すべき種として指定されている。